# Partecipanti alla Tirreno-Adriatico 2022
Elenco dei partecipanti alla Tirreno-Adriatico 2022.
La Tirreno-Adriatico 2022 è stata la cinquantasettesima edizione della corsa. Alla competizione presero parte 24 squadre: le 18 iscritte all'UCI World Tour 2023 e 6 dell'UCI ProTeam.
Accreditati alla partenza 174 ciclisti.

## Corridori per squadra
Nota: R ritirato, NP non partito, FT fuori tempo, SQ squalificato
| UAE Team Emirates           | UAE Team Emirates           | UAE Team Emirates           | AG2R Citroën Team                  | AG2R Citroën Team                  | AG2R Citroën Team                  | Alpecin-Fenix                   | Alpecin-Fenix                   | Alpecin-Fenix                   |
| --------------------------- | --------------------------- | --------------------------- | ---------------------------------- | ---------------------------------- | ---------------------------------- | ------------------------------- | ------------------------------- | ------------------------------- |
| N°                          | Ciclista                    | Clas.                       | N°                                 | Ciclista                           | Clas.                              | N°                              | Ciclista                        | Clas.                           |
| 1                           | Tadej Pogačar               | 1°                          | 11                                 | Greg Van Avermaet                  | 57°                                | 21                              | Tim Merlier                     | 114°                            |
| 2                           | Pascal Ackermann            | 129°                        | 12                                 | Geoffrey Bouchard                  | 22°                                | 22                              | Michael Gogl                    | 67°                             |
| 3                           | Mikkel Bjerg                | 139°                        | 13                                 | Lilian Calmejane                   | 36°                                | 23                              | Xandro Meurisse                 | 42°                             |
| 4                           | Davide Formolo              | 46°                         | 14                                 | Benoît Cosnefroy                   | 54°                                | 24                              | Stefano Oldani                  | R 6ª                            |
| 5                           | Rafał Majka                 | 25°                         | 15                                 | Bob Jungels                        | 23°                                | 25                              | Edward Planckaert               | 121°                            |
| 6                           | Maximiliano Richeze         | 136°                        | 16                                 | Michael Schär                      | 43°                                | 26                              | Robert Stannard                 | R 7ª                            |
| 7                           | Marc Soler                  | 15°                         | 17                                 | Andrea Vendrame                    | 52°                                | 27                              | Gianni Vermeersch               | 78°                             |
| Astana Qazaqstan Team       | Astana Qazaqstan Team       | Astana Qazaqstan Team       | Bahrain Victorious                 | Bahrain Victorious                 | Bahrain Victorious                 | Bardiani-CSF-Faizanè            | Bardiani-CSF-Faizanè            | Bardiani-CSF-Faizanè            |
| N°                          | Ciclista                    | Clas.                       | N°                                 | Ciclista                           | Clas.                              | N°                              | Ciclista                        | Clas.                           |
| 31                          | Miguel Ángel López          | 21°                         | 41                                 | Damiano Caruso                     | 7°                                 | 51                              | Giovanni Visconti               | R 2ª                            |
| 32                          | Leonardo Basso              | 127°                        | 42                                 | Phil Bauhaus                       | 124°                               | 52                              | Jhonatan Cañaveral              | 143°                            |
| 33                          | Manuele Boaro               | 86°                         | 43                                 | Pello Bilbao                       | 9°                                 | 53                              | Filippo Fiorelli                | 138°                            |
| 34                          | Davide Martinelli           | 113°                        | 44                                 | Heinrich Haussler                  | 112°                               | 54                              | Davide Gabburo                  | 137°                            |
| 35                          | Gianni Moscon               | 118°                        | 45                                 | Mikel Landa                        | 3°                                 | 55                              | Sacha Modolo                    | 97°                             |
| 36                          | Harold Tejada               | R 6ª                        | 46                                 | Jan Tratnik                        | 87°                                | 56                              | Luca Rastelli                   | 101°                            |
| 37                          | Simone Velasco              | 35°                         | 47                                 | Jasha Sütterlin                    | 95°                                | 57                              | Alessandro Tonelli              | 51°                             |
| Bora-Hansgrohe              | Bora-Hansgrohe              | Bora-Hansgrohe              | Cofidis                            | Cofidis                            | Cofidis                            | Drone Hopper-Androni Giocattoli | Drone Hopper-Androni Giocattoli | Drone Hopper-Androni Giocattoli |
| N°                          | Ciclista                    | Clas.                       | N°                                 | Ciclista                           | Clas.                              | N°                              | Ciclista                        | Clas.                           |
| 61                          | Wilco Kelderman             | 19°                         | 71                                 | Benjamin Thomas                    | 75°                                | 81                              | Mattia Bais                     | R 7ª                            |
| 62                          | Cesare Benedetti            | 82°                         | 73                                 | Davide Cimolai                     | 127°                               | 82                              | Alexander Cepeda                | 30°                             |
| 63                          | Emanuel Buchmann            | 28°                         | 74                                 | Simone Consonni                    | NP5ª                               | 83                              | Umberto Marengo                 | 107°                            |
| 64                          | Matteo Fabbro               | 61°                         | 75                                 | Victor Lafay                       | 16°                                | 84                              | Jhonatan Restrepo               | NP7ª                            |
| 65                          | Marco Haller                | 103°                        | 76                                 | Anthony Perez                      | 39°                                | 85                              | Eduardo Sepúlveda               | 26°                             |
| 66                          | Jai Hindley                 | 5°                          | 77                                 | Davide Villella                    | 29°                                | 86                              | Natnael Tesfatsion              | 37°                             |
| 67                          | Jordi Meeus                 | 130°                        |                                    |                                    |                                    | 87                              | Edoardo Zardini                 | 83°                             |
| EF Education-EasyPost       | EF Education-EasyPost       | EF Education-EasyPost       | Eolo-Kometa Cycling Team           | Eolo-Kometa Cycling Team           | Eolo-Kometa Cycling Team           | Groupama-FDJ                    | Groupama-FDJ                    | Groupama-FDJ                    |
| N°                          | Ciclista                    | Clas.                       | N°                                 | Ciclista                           | Clas.                              | N°                              | Ciclista                        | Clas.                           |
| 91                          | Rigoberto Urán              | 14°                         | 101                                | Diego Rosa                         | 38°                                | 111                             | Thibaut Pinot                   | 8°                              |
| 92                          | Ruben Guerreiro             | R 3ª                        | 102                                | Vincenzo Albanese                  | 79°                                | 112                             | Arnaud Démare                   | 77°                             |
| 93                          | Michael Valgren             | 81°                         | 103                                | Davide Bais                        | 133°                               | 113                             | Antoine Duchesne                | 49°                             |
| 94                          | Magnus Cort Nielsen         | R 7ª                        | 104                                | Lorenzo Fortunato                  | 18°                                | 114                             | Jacopo Guarnieri                | 134°                            |
| 95                          | Mark Padun                  | R 5ª                        | 105                                | Francesco Gavazzi                  | 39°                                | 115                             | Ignatas Konovalovas             | 104°                            |
| 96                          | Jonathan Caicedo            | 66°                         | 106                                | Giovanni Lonardi                   | 119°                               | 116                             | Tobias Ludvigsson               | 53°                             |
| 97                          | Tom Scully                  | 140°                        | 107                                | Mirco Maestri                      | 96°                                | 117                             | Ramon Sinkeldam                 | 126°                            |
| Ineos Grenadiers            | Ineos Grenadiers            | Ineos Grenadiers            | Intermarché-Wanty-Gobert Matériaux | Intermarché-Wanty-Gobert Matériaux | Intermarché-Wanty-Gobert Matériaux | Israel-Premier Tech             | Israel-Premier Tech             | Israel-Premier Tech             |
| N°                          | Ciclista                    | Clas.                       | N°                                 | Ciclista                           | Clas.                              | N°                              | Ciclista                        | Clas.                           |
| 121                         | Richard Carapaz             | NP5ª                        | 131                                | Alexander Kristoff                 | 85°                                | 141                             | Jakob Fuglsang                  | 41°                             |
| 122                         | Filippo Ganna               | 71°                         | 132                                | Sven Erik Bystrøm                  | 60°                                | 142                             | Matthias Brändle                | 110°                            |
| 123                         | Tao Geoghegan Hart          | NP7ª                        | 133                                | Andrea Pasqualon                   | 70°                                | 143                             | Alex Dowsett                    | 111°                            |
| 124                         | Jhonatan Narváez            | R 6ª                        | 134                                | Adrien Petit                       | 117°                               | 144                             | Daryl Impey                     | 76°                             |
| 125                         | Richie Porte                | 4°                          | 135                                | Domenico Pozzovivo                 | 13°                                | 145                             | Krists Neilands                 | 64°                             |
| 126                         | Ben Swift                   | 58°                         | 136                                | Lorenzo Rota                       | 24°                                | 146                             | Giacomo Nizzolo                 | 116°                            |
| 127                         | Elia Viviani                | R 6ª                        | 137                                | Taco van der Hoorn                 | 141°                               | 147                             | Rick Zabel                      | 142°                            |
| Jumbo-Visma                 | Jumbo-Visma                 | Jumbo-Visma                 | Lotto Soudal                       | Lotto Soudal                       | Lotto Soudal                       | Movistar Team                   | Movistar Team                   | Movistar Team                   |
| N°                          | Ciclista                    | Clas.                       | N°                                 | Ciclista                           | Clas.                              | N°                              | Ciclista                        | Clas.                           |
| 151                         | Jonas Vingegaard            | 2°                          | 161                                | Tim Wellens                        | R 6ª                               | 171                             | Enric Mas                       | NP7ª                            |
| 152                         | Edoardo Affini              | 109°                        | 162                                | Caleb Ewan                         | R 4ª                               | 172                             | Alex Aranburu                   | 29°                             |
| 153                         | Koen Bouwman                | 34°                         | 163                                | Roger Kluge                        | 125°                               | 173                             | Jorge Arcas                     | 62°                             |
| 154                         | Olav Kooij                  | 115°                        | 164                                | Michael Schwarzmann                | 120°                               | 174                             | Mathias Norsgaard               | 108°                            |
| 155                         | Sepp Kuss                   | 68°                         | 165                                | Rüdiger Selig                      | R 5ª                               | 175                             | Lluís Mas                       | R 6ª                            |
| 156                         | Tosh Van Der Sande          | 65°                         | 166                                | Harry Sweeny                       | 99°                                | 176                             | Nelson Oliveira                 | 32°                             |
| 157                         | Jos van Emden               | 91°                         | 167                                | Maxim Van Gils                     | R 5ª                               | 177                             | Einer Rubio                     | 72°                             |
| Quick-Step Alpha Vinyl Team | Quick-Step Alpha Vinyl Team | Quick-Step Alpha Vinyl Team | Team Arkéa-Samsic                  | Team Arkéa-Samsic                  | Team Arkéa-Samsic                  | Team BikeExchange-Jayco         | Team BikeExchange-Jayco         | Team BikeExchange-Jayco         |
| N°                          | Ciclista                    | Clas.                       | N°                                 | Ciclista                           | Clas.                              | N°                              | Ciclista                        | Clas.                           |
| 181                         | Julian Alaphilippe          | 33°                         | 191                                | Warren Barguil                     | 20°                                | 201                             | Michael Matthews                | 50°                             |
| 182                         | Kasper Asgreen              | 88°                         | 192                                | Maxime Bouet                       | 31°                                | 202                             | Lawson Craddock                 | 92°                             |
| 183                         | Davide Ballerini            | 80°                         | 193                                | Nacer Bouhanni                     | NP5ª                               | 203                             | Alexander Edmondson             | 94°                             |
| 184                         | Mark Cavendish              | 128°                        | 194                                | Thibault Guernalec                 | NP6ª                               | 204                             | Tsgabu Grmay                    | 69°                             |
| 185                         | Josef Černý                 | 135°                        | 195                                | Daniel McLay                       | NP6ª                               | 205                             | Kaden Groves                    | 132°                            |
| 186                         | Remco Evenepoel             | 11°                         | 196                                | Alan Riou                          | 106°                               | 206                             | Alexander Konychev              | 105°                            |
| 187                         | Mikkel Honoré               | 93°                         | 197                                | Clément Russo                      | 84°                                | 207                             | Matteo Sobrero                  | 44°                             |
| Team DSM                    | Team DSM                    | Team DSM                    | TotalEnergies                      | TotalEnergies                      | TotalEnergies                      | Trek-Segafredo                  | Trek-Segafredo                  | Trek-Segafredo                  |
| N°                          | Ciclista                    | Clas.                       | N°                                 | Ciclista                           | Clas.                              | N°                              | Ciclista                        | Clas.                           |
| 211                         | Romain Bardet               | 12°                         | 221                                | Peter Sagan                        | NP3ª                               | 231                             | Giulio Ciccone                  | 10°                             |
| 212                         | Thymen Arensman             | 6°                          | 222                                | E. Boasson Hagen                   | 73°                                | 232                             | Gianluca Brambilla              | 48°                             |
| 213                         | Nikias Arndt                | 75°                         | 223                                | Maciej Bodnar                      | 123°                               | 233                             | Dario Cataldo                   | 45°                             |
| 214                         | Alberto Dainese             | 122°                        | 224                                | Valentin Ferron                    | 55°                                | 234                             | Matteo Moschetti                | 131°                            |
| 215                         | Chris Hamilton              | 74°                         | 225                                | Daniel Oss                         | 89°                                | 235                             | Quinn Simmons                   | 63°                             |
| 216                         | Joris Nieuwenhuis           | 100°                        | 226                                | Cristián Rodríguez                 | 17°                                | 236                             | Toms Skujiņš                    | 59°                             |
| 217                         | Martijn Tusveld             | 98°                         | 227                                | Julien Simon                       | 56°                                | 237                             | Edward Theuns                   | 102°                            |